# Kotkanneva ja Pikku-Koppelon metsät
Kotkanneva ja Pikku-Koppelon metsät este o arie protejată (arie specială de conservare — SAC, sit de importanță comunitară — SCI) din Finlanda întinsă pe o suprafață de 3.305 ha, integral pe uscat.

## Localizare
Centrul sitului Kotkanneva ja Pikku-Koppelon metsät este situat la coordonatele 63°32′57″N 24°21′04″E / 63.5492°N 24.3511°E.

## Înființare
Situl Kotkanneva ja Pikku-Koppelon metsät a fost declarat sit de importanță comunitară în august 1998 pentru a proteja 2 specii de animale. Situl a fost protejat și ca arie specială de conservare în aprilie 2015.

## Biodiversitate
Situată în ecoregiunea boreală, aria protejată conține 8 habitate naturale: Lacuri și iazuri distrofice naturale, Turbării active, Mlaștini turboase de tranziție și turbării mișcătoare, Mlaștini alcaline, Turbării Aapa, Taiga vestică, Păduri fino-scandinave bogate în ierburi cu Picea abies, Mlaștini împădurite.
La baza desemnării sitului se află mai multe specii protejate de  mamifere (2): vidră de râu (Lutra lutra), Rangifer tarandus fennicus.
Pe lângă speciile protejate, pe teritoriul sitului au mai fost identificate 10 specii de plante, 49 de specii de păsări, 1 specie de mamifere.